# Aeródromo Los Monos
El Aeródromo Los Monos (OACI: SCMO) es un terminal aéreo ubicado cerca de Molina, Provincia de Curicó, Región del Maule, Chile. Es de propiedad privada.